# سيسيليا كانيتي
سيسيليا كانيتي (بالبرتغالية: Cecilia Canetti‏) هي لاعبة كرة الماء برازيلية، ولدت في 16 يناير 1987.